# Marzenna Adamczyk
Marzenna Adamczyk (ur. 1956) – polska iberystka, wykładowczyni i dyplomatka, w latach 2007–2010 ambasador RP na Kubie, w latach 2010–2013 Konsul Generalna w Barcelonie, w latach 2016–2021 ambasador RP w Hiszpanii.

## Życiorys
Ukończyła w 1980 z wyróżnieniem studia z dziedziny iberystyki na Uniwersytecie Warszawskim, po czym uzyskała zatrudnienie w Katedrze Iberystyki UW, gdzie zajmowała się historią Hiszpanii oraz dydaktyką języka hiszpańskiego. Była redaktorką serii wydawniczych Centrum Studiów Latynoamerykańskich UW, autorką tłumaczeń dzieł literatur hiszpańskojęzycznych, współpracowniczką wydawnictw polskich, m.in. „Muzy”, „PWN” i „Rebis”, a także organizatorką imprez popularyzujących Hiszpanię i kraje hiszpańskojęzyczne.
W 1999 została zatrudniona w Ambasadzie RP w Madrycie na stanowisku I sekretarza, a później radcy ds. kultury (do 2005). Za wkład w rozwój polsko-hiszpańskich kontaktów teatralnych została uhonorowana nagrodą Stowarzyszenia Reżyserów Teatralnych Hiszpanii „Tarasca”. Po powrocie do kraju pełniła obowiązki wicedyrektora ds. studenckich Instytutu Studiów Iberyjskich i Iberoamerykańskich UW (2005–2007).
18 października 2007 mianowana na stanowisko Ambasadora Rzeczypospolitej Polskiej w Hawanie; listy uwierzytelniające przedłożyła 19 października 2007. Odwołana z tej funkcji została 15 września 2010, gdzie udało się jej doprowadzić do pierwszych po 1989 wizyt na szczeblu ministerialnym. Od grudnia 2010 do 2013 pełniła funkcję Konsula Generalnego RP w Barcelonie. Później powróciła do wykładów na Uniwersytecie Warszawskim. 13 października 2016 objęła kierownictwo ambasady RP w Madrycie, będąc akredytowaną w Hiszpanii i Andorze. Listy uwierzytelniające na ręce króla Hiszpanii Filipa VI Burbona złożyła 19 stycznia 2017, zaś na ręce współksięcia Andory François Hollande 3 marca 2017. Kadencję zakończyła 31 sierpnia 2021.
12 listopada 2018 wystąpiła w hiszpańskim talk-show La Resistencia. Jej występ został pozytywnie odnotowany przez media polskie i hiszpańskie.
Posługuje się językami hiszpańskim, angielskim, portugalskim i, w mniejszym stopniu, rosyjskim. Jej mężem jest Zbigniew Adamczyk.